# Aeronomy of Ice in the Mesosphere
Aeronomy of Ice in the Mesosphere (AIM, Explorer 90) je americká vědecká družice provozovaná agenturou NASA, zaměřená na studium polárních mezosférických oblaků. Družice byla vynesena 25. dubna 2007 raketou Pegasus-XL, odpálenou z letadla Lockheed L-1011.
Polární mezosférické oblaky se vyskytují ve výšce zhruba 80 kilometrů nad povrchem, tedy mnohem výše než jiné druhy mraků. Družice AIM pomáhá určit, jaké faktory (teplota, vodní páry a prachové částice) mohou vést k formování tohoto typů oblaků. Polární mezosférické oblaky jsou poměrně novým jevem a poprvé byly pozorovány v roce 1885.
V březnu 2023 došlo k výpadku funkce baterie družice a od té doby s AIM nebylo navázáno spojení.

## Popis
Družice AIM je 1400 mm vysoká, 1100 mm široká, váží 200 kg a řadí se do série malých explorerů – SMEX. Dodávku elektrické energie zajišťují solární panely o průměrném výkonu 335 W. Vědecké vybavení sestává ze tří přístrojů:
CIPS – Cloud Imaging and Particle Size je kamerový systém se čtyřmi samostatnými kamerami, které umožňují pozorovat oblaka. Díky různům úhlům kamer, je možno určit výšku, ve které se oblak nachází a dále je možno určit velikost ledových částic, které mraky tvoří.
CDE – Cosmic Dust Experiment je detektor částic kosmického prachu, které vstupují do vyšších vrstev atmosféry. Přístroj obsahuje 14 detektorů z polyvinylidenfluoridu, které vydávají elektrický puls, jsou-li zasaženy vysokorychlostní částicí (více než 1 km/s). Naměřená data umožní vědcům určit úlohu částic kosmického prachu při formaci polárních mezosférických oblaků. CDE je téměř totožný s detektorem SDC (Student Dust Counter) na sondě New Horizons.
SOFIE – Solar Occultation for Ice Experiment je diferenční absorpční radiometr, který zkoumá vertikální strukturu oblaků a vlastnosti částic, jimiž jsou tvořeny. Detektor měří obsahy vody, oxidů dusíku, ozónu, metanu, oxidu uhličitého a teplotu oblaků.

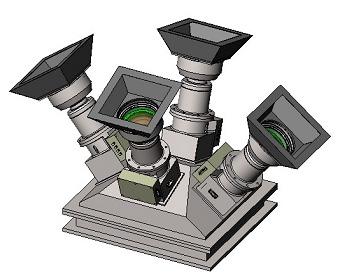
Přístroj CIPS
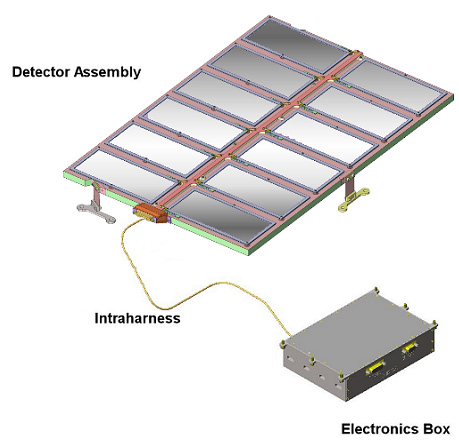
Přístroj CDE
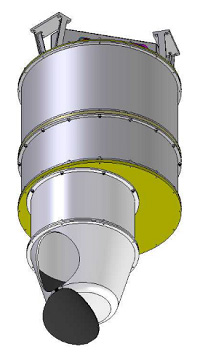
Přístroj SOFIE
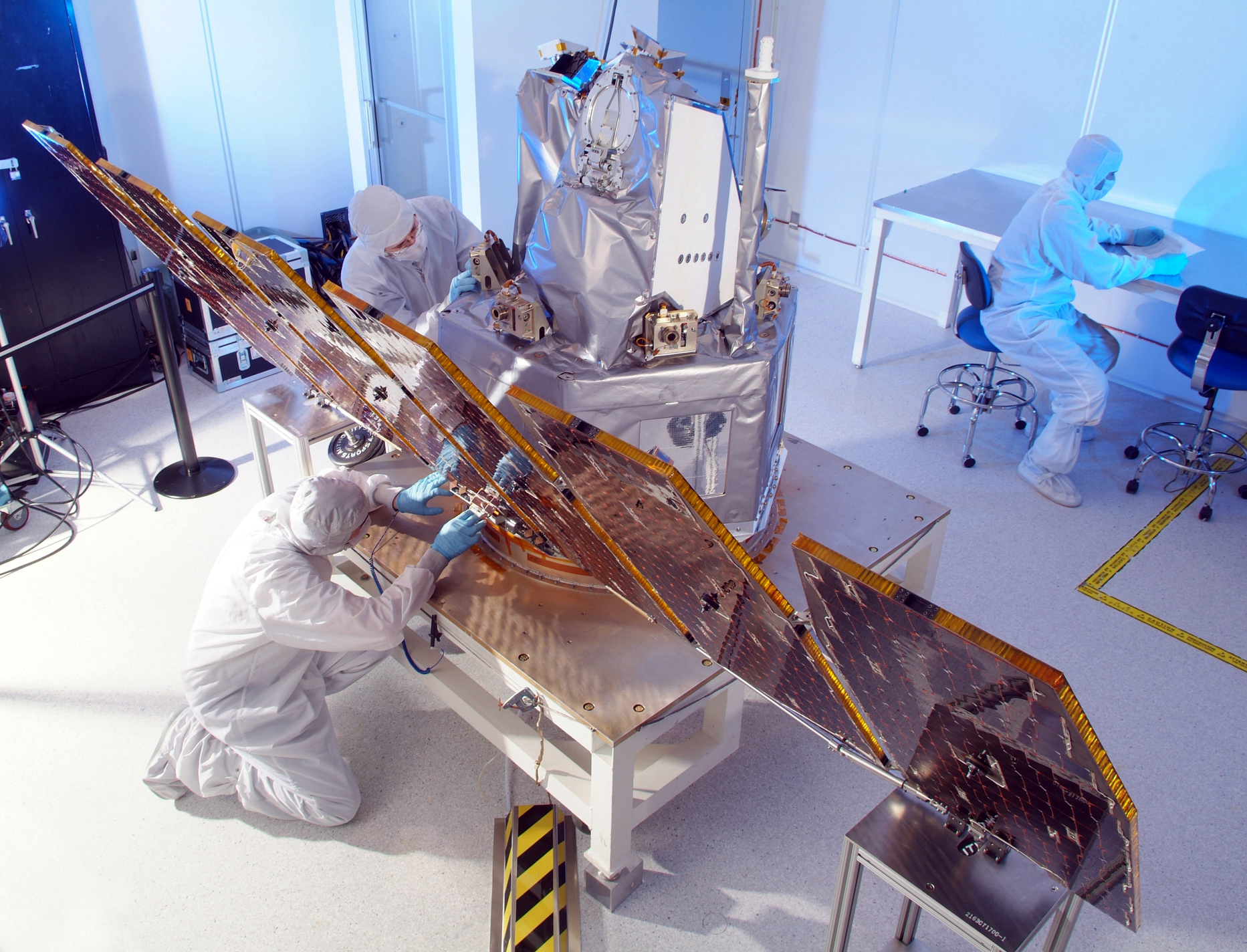
Příprava družice v čisté místnosti před startem